# Mesochorus cacuminis
Mesochorus cacuminis là một loài tò vò trong họ Ichneumonidae.